# Datong (Huainan)

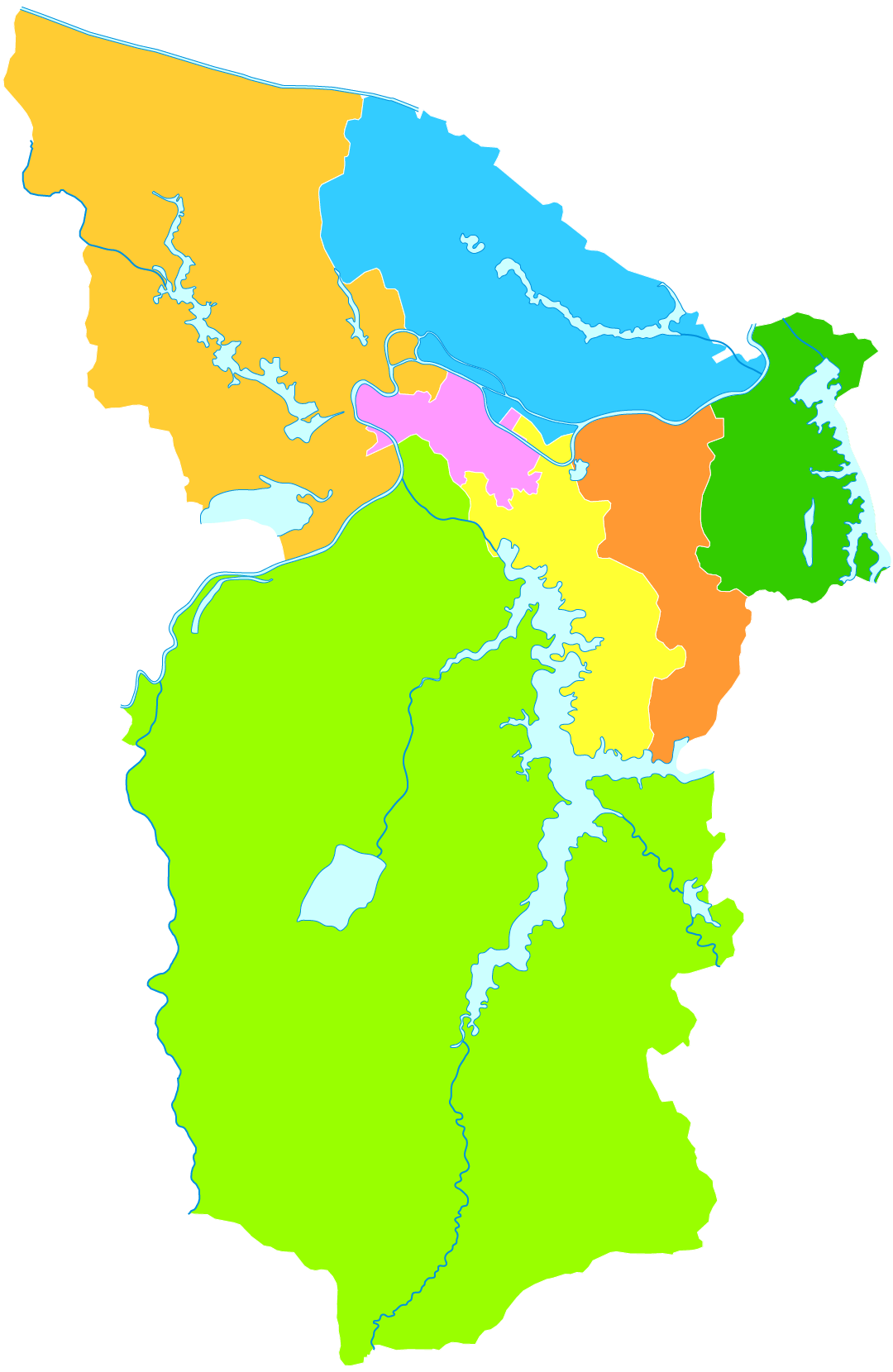
Lage des Bezirks Datong im Gebiet der bezirksfreien Stadt Huainan

Der Stadtbezirk Datong (chinesisch 大通区, Pinyin Dàtōng qū) ist ein Stadtbezirk der bezirksfreien Stadt Huainan in der chinesischen Provinz Anhui. Das Verwaltungsgebiet des Stadtbezirks hat eine Fläche von 306 km² und zählt 165 671 Einwohner (Volkszählung 2020).

## Geographie
Der Stadtbezirk liegt in der Schwemmebene des Huai He, der ihn im Nordwesten begrenzt. Der Huai He ist im Bereich des Stadtbezirks 65 bis 115 Meter breit und 2,5 bis 9,5 Meter tief. An der Ostgrenze liegt der Gaotang-See (高塘湖) mit einer Wasserfläche von etwa 25 km². Im Nordosten des Stadtbezirks liegt der Shangyao Shan (上窑山) mit fünf Höhenzügen und zwei Stauseen: das Quanyuan-Reservoir (泉源水库) mit einer Kapazität von 600 000 Kubikmetern und das aus zwei Stauseen bestehende Huaguoshan-Reservoir (花果山水库) mit zusammen 140 000 Kubikmetern Wassermenge. Der höchste Berg des Shangyao Shan ist der Zhujia Shan (家大山) mt 212 Metern; neun weitere Berge des Shangyao Shans sind über 200 Meter hoch. Im Shangyao Shan gibt es viele Quellen, deren Wasser wird zur Trinkwasserversorgung von Huainan genutzt. Im Westen des Stadtbezirks liegt der Höhenzug Shungeng Shan.

## Wirtschaft
Der Stadtbezirk hat 44 km² landwirtschaftliche Fläche. Der Gaotang-See wird zur Aquakultur genutzt.

## Geschichte
Die heutige Großgemeinden Shangyao (上窑镇) und Luohe (洛河镇) haben eine mehr als 1400 Jahre lange Geschichte. Shangyao war während der Tang-Dynastie eins von sieben Zentren der Porzellan-Herstellung, Luohe war einst ein wichtiger Handelshafen am Huai He. In Datong (大通街道) und Jiulonggang (九龙岗镇) sind die Geburtsorte des Kohleabbaus im Huainan-Becken. Bereits in der Ming- und Qing-Dynastie wurde mit dem Abbau begonnen, und auch für die Porzellanherstellung genutzt. Industrieller Kohleabbau begann 1910 in Jiulonggang auf der Südseite des Shungeng Shan in Jiulonggang. 32 Millionen Tonnen wurden insgesamt abgebaut, der Abbau wurde 1982 eingestellt.

## Administrative Gliederung
Auf Gemeindeebene setzt sich der Stadtbezirk aus einem Straßenviertel, drei Großgemeinden und einer Gemeinde zusammen. Diese sind:
- Straßenviertel Datong (大通街道)
- Großgemeinde Shangyao (上窑镇)
- Großgemeinde Luohe (洛河镇)
- Großgemeinde Jiulonggang (九龙岗镇)
- Gemeinde Kongdian (孔店乡)

2004 wurde die Gemeinde Kongdian vom Kreis Changfeng der bezirksfreien Stadt Hefei abgetrennt und an Datong angegliedert.